# Jean-Claude Nowak
Jean-Claude Nowak   (Eure, 5 de febrer de 1950), escrit sovint Jean-Claude Nowack, és un expilot de motocròs francès que tingué ressò internacional durant la dècada del 1970, especialment en la categoria dels 250cc. D'aquesta cilindrada, en guanyà tres campionats de França consecutius entre el 1972 i el 1974, tots tres amb Montesa.

## Trajectòria esportiva
Fill d'un antic pilot de motocròs (son pare havia corregut amb el conegut pilot local Claude Perrin, de Thomer-la-Sôgne), Nowak va començar a conduir motos de ben jove, quan a més o menys dotze anys agafava la del seu pare d'amagat. Va disputar la seva primera cursa el 1966 a Flers, amb una ČZ 250. Durant aquella primera temporada, va guanyar 14 de les 18 curses en què va participar. El 1968 va disputar el seu primer Gran Premi del mundial de motocròs de 250cc, concretament el dels Països Baixos, a Markelo. Durant les set o vuit temporades següents, va participar en un o dos Grans Premis per temporada, els més propers a casa seva.
Nowak és especialment recordat com a pilot oficial de Montesa. El seu fitxatge per la marca catalana va sorgir arran de la seva relació amb un altre oficial de Montesa, Michel Combes. Els directius d'Esplugues de Llobregat el contactaren a través d'aquest i el convidaren a la fàbrica per a signar el contracte. Com a pilot de Montesa, Nowak obtenia primes en cas d'acabar en posició de podi, dues motocicletes de fàbrica, motors i peces. A més, podia anar quatre o cinc vegades l'any a fàbrica per a fer la revisió de la moto. No disposava, però, de mecànic, ja que l'empresa els reservava per als seus pilots principals (Kalevi Vehkonen, Hakan Andersson i Raymond Boven entre d'altres).
Els tres campionats de França que va aconseguir amb Montesa varen ser força disputats. Durant el primer (1972), tingué com a principal rival Serge Bacou, el 1973, el subcampió fou Michel Combes i el tercer (1974), ho fou Daniel Péan.
Durant una desena d'anys, Jean-Claude Nowak es va dedicar en exclusiva al motocròs. Encara solter, vivia amb els seus pares. Un cop retirat, va fer de mecànic de motocicletes i després es dedicà a la construcció durant una trentena d'anys.